# Jean Ier (roi d'Aragon)
Pour les articles homonymes, voir Jean Ier.
Jean Ier dit l’Amateur de la gentilhommerie, né le 27 décembre 1350 à Perpignan et mort 19 mai 1396 à Foixà, est fils de Pierre IV d'Aragon et d'Éléonore de Sicile. De 1387 à 1396, il est roi d’Aragon, comte de Barcelone, de Gérone, d'Osona, de Besalú et de Pallars Jussà, roi de Valence, roi de Majorque, comte de Roussillon et de Cerdagne, roi de Sardaigne et de Corse. Enfin de 1387 à 1388, il est duc d'Athènes et de Néopatrie sous le nom de Jean II.

## Biographie
Jean était le fils aîné du roi Pierre IV le Cérémonieux et de sa troisième épouse, Eléonore, fille du roi Pierre II de Sicile et d'Elisabeth de Carinthie. Né à Perpignan, capitale du Roussillon, qui faisait à l'époque partie de la principauté de Catalogne, c'était un prince à la forte personnalité doté d'un goût prononcé pour la poésie. Francophile, il épousa Yolande de Bar contre la volonté de son père, qui voulait le marier à une princesse sicilienne. Ce deuxième mariage fut heureux, le roi associant fréquemment sa femme au gouvernement, notamment à cause d'une santé vacillante.
Une fois sur le trône, Jean ne suivit pas les vues anglophiles de son père et fit alliance avec la France. Il continua à soutenir le pape Clément VII installé à Avignon, conformément à la coutume aragonaise, dans le Grand schisme d'Occident. Jean fit également alliance avec la Castille et confirmé en 1388 un traité avec la Navarre fixant les frontières entre les trois royaumes.
En 1389-90, les Aragonais se battirent contre les troupes du comte d'Armagnac, Jean III, qui tentait de conquérir les terres du royaume vassal de Majorque. L'attaque alla d'Empordà à Gérone mais les envahisseurs furent vaincus en 1390 par les troupes aragonaises, commandés par le frère cadet du roi Jean, le futur roi Martin Ier.
A la même période, Jean perdit les unes après les autres les terres des duchés d'Athènes et Neopatrie en Grèce. En 1391, Jean promulgua une législation relative aux juifs dans différentes villes du royaume d'Aragon. La même année, son administration dut faire face à une révolte dans le royaume vassal de Sicile, où la population avait proclamé roi Louis II de Naples.
Jean était un protecteur de la culture barcelonaise : il établit en 1393 le Consistoire de Barcelone (jocs florals), sur le modèle de celui de Toulouse.
L'Aragon tentait de soumettre la Sardaigne depuis le règne de Jacques II et les Aragonais avaient conquis graduellement la majeure partie de l'île. Toutefois, à la fin des années 1380, la dernière principauté indépendante, Arborea, devint une place-forte de la rébellion et les Aragonais furent rapidement battus par Eléonore Doria (1392). Sous Jean Ier, les efforts de l'armée aragonaise pour regagner les terres perdues et supprimer la rébellion furent vains et la quasi-totalité de la Sardaigne fut perdue.
Le règne de Jean fut caractérisée par une gestion financière désastreuse. Il mourut pendant une chasse près de Foixà en tombant de cheval, de la même façon que son cousin et homonyme, Jean Ier de Castille.
Sans héritiers mâles directs, c'est son jeune frère Martin qui lui succéda. Deux de ses filles toutefois survécurent jusqu'à l'âge adulte.

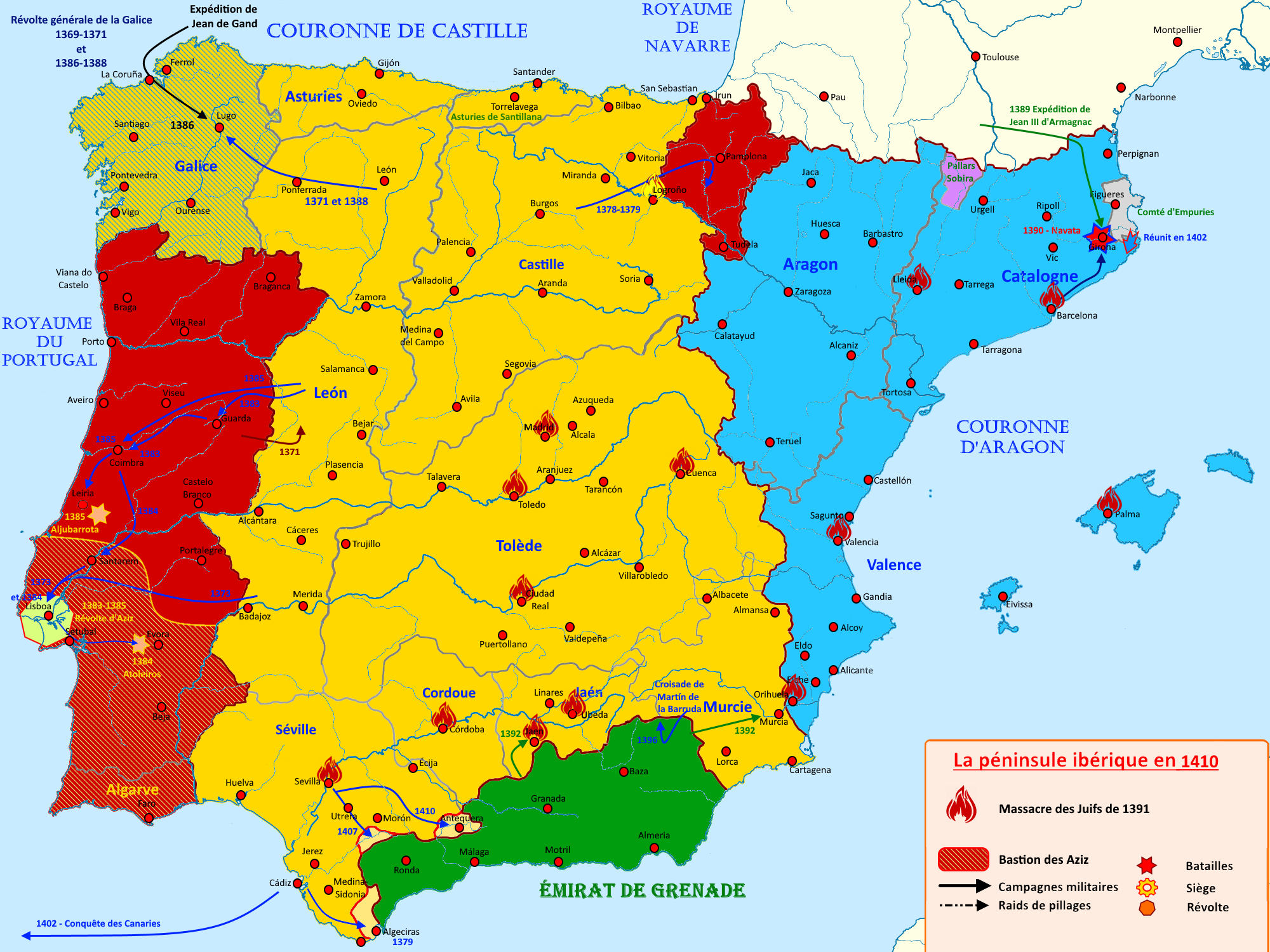
La couronne d'Aragon de 1369 à 1410

## Unions et descendance
Il fut fiancé à Jeanne de France (1351-1371), fille posthume du roi Philippe VI de Valois et de Blanche de Navarre, mais elle mourut à Béziers en le rejoignant.
Il épousa en premières noces à Barcelone le 24 juin 1373 Marthe d’Armagnac (vers 1350 † 1378), fille de Jean Ier, comte d’Armagnac et de sa deuxième femme, Béatrice de Clermont, arrière-petite-fille de Saint Louis. Choisie pour prémunir le royaume d'Aragon contre la menace de la Castille voisine grâce à l'union avec une famille liée aux rois de France, la jeune comtesse apportait avec elle la dot, astronomique, de 150 000 livres. Elle fut accueillie avec solennité à la frontière et devint à son mariage la première duchesse de Gérone et comtesse de Cervera. D'une nature calme et conciliante qui devait lui garantir de bonnes relations avec sa nouvelle famille et sa nouvelle patrie, elle eut une influence modératrice sur Jean, dont le caractère était à l'opposé du sien. Son beau-père lui-même la traitait avec une grande affection et les autres membres de la famille royale firent de même. Sa belle-mère, Eléonore de Sicile, la traitait comme sa propre fille. À la mort d'Eléonore, Pierre IV se remaria avec Sibylle de Fortià, un mariage qui devait causer un grand scandale. Mais Marthe et Sibylle parvinrent à établir une relation cordiale, malgré l'antipathie éprouvée par Jean pour sa belle-mère.
Jean et Marthe eurent 5 enfants, dont Jeanne seulement parvint à l'âge adulte, se maria mais n'eut pas de descendance :
- Jacques (1374-1374)
- Jeanne (1375-1407), mariée en 1392 à Mathieu de Castelbon, († 1398), comte de Foix et vicomte de Béarn ; ensemble, ils tentèrent, en vain, de faire valoir les droits de la jeune femme à la couronne d'Aragon ;
- Jean (1376-1376)
- Alphonse (1377-1377)
- Eléonore (1378-1378)

Marthe mourut à Saragosse le 13 juillet 1378, probablement en accouchant de sa dernière fille, Eléonore, qui mourut dans les jours qui suivirent. Elle fut enterrée au couvent Saint-François.
Resté veuf, Jean fut encouragé par son père à épouser sa cousine germaine la jeune reine Marie Ire de Sicile, que Pierre IV était allé jusqu'à faire enlever afin de l'empêcher d'épouser le duc de Milan, mais celui-ci s'y refusa et se remaria en 1380 avec Yolande de Bar (vers 1365 † 1431), fille de Robert Ier, duc de Bar, et de Marie de France, avec qui il eut :
- Jacques (1382-1388), dauphin de Gérone et comte de Cervera
- Yolande (1383 † 1443), mariée en 1400 à Louis II (1377 † 1417), duc d’Anjou, comte du Maine et de Provence.
- Ferdinand (1389-1389), duc de Gérone et comte de Cervera
- Antonie (1391-1392)
- Eléonore (1393-1393)
- Pierre (1394-1394), duc de Gérone et comte de Cervera
- Jeanne (1396-1396)

Seules Jeanne et Yolande étant encore en vie à sa mort, les états d'Aragon, confrontés à une législation imprécise, choisirent de donner la couronne à son frère Martin Ier plutôt qu'à une de ses filles.
Jean Ier d'Aragon mourut prématurément en 1396 dans un accident de chasse.

### Sources et bibliographie
- (ca) Armand de Fluvià (préf. Josep M. Salrach), Els primitius comtats i vescomptats de Catalunya : Cronologia de comtes i vescomtes, Barcelone, Enciclopèdia catalana, coll. « Biblioteca universitària » (no 11), avril 1989, 238 p. (ISBN 84-7739-076-2), p. 33-34
- (ca) Jaume Sobrequés i Callicó et Mercè Morales i Montoya, Contes, reis, comtesses i reines de Catalunya, Barcelone, Editorial Base, coll. « Base Històrica » (no 75), avril 2011, 272 p. (ISBN 978-84-15267-24-9), p. 137-141